# تاريخ كفرصغاب

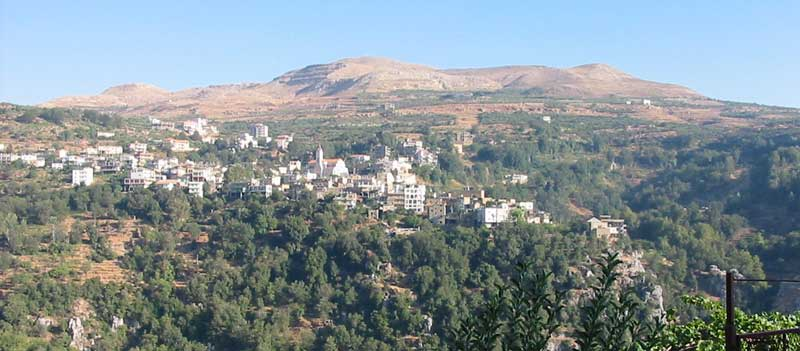
كفرصغاب

تاريخ كفرصغاب تقع قرية كفرصغاب في قضاء زغرتا في محافظة شمال لبنان، ويعود تاريخها إلى ما قبل المسيحية. وهي مثل باقي غالبية القرى في وادي قاديشا، إذ بدأ تاريخها باستيطان أتباع الطائفة المارونية في جبل لبنان خلال القرن العاشر الميلادي. ووفقًا للتراث الشعبي، فقد تم بناء كنيسة القديس أوتل على أنقاض معبد وثني، وقد كانت المعابد الوثنية موجودة في المنطقة كما هو موجود في النقش باللغة اليونانية الذي يذكر تاريخ 272 قبل الميلاد والموجود في كنيسة مار ماما في إهدن. وهناك معابد أخرى في المنطقة مثل: دير القديسين سركيس وباخوس في إهدن والتي قد تكون قد بنيت على أنقاض كذلك. ويعتبر ما يذكره الموروث الشعبي حول وجود معبد وثني في كفرصغاب أمرًا معقولاً بالنظر إلى الموقع الاستثنائي لكنيسة القديس أوتل. 

## حوالي العام 1000 ميلادي
يحتمل أن تكون هناك إشارة إلى كفرصغاب في واحد من وثائق جنيزة القاهرة التي يرجع تاريخها إلى الأعوام بين 1011-1037.

## الفترة المملوكية - 1252-1517
يذكر المؤرخون الموارنة كفرصغاب فيما يتعلق بأحداث العام 1283 في نهاية الفترة الصليبية بأنها مرتبطة بغزو جبة بشري من قبل الجيش المملوكي وتعاون ابن الصبحا من كفرصغاب مع المماليك. وقد كتب الدويهي (1630-1704) في كتاب تاريخ الأزمنة عن دور ابن الصبحا خلال هذا الغزو:
| تاريخ كفرصغاب | لم يستطع الجيش السيطرة على الحصن في حوقا في ذلك الوقت، ولذلك فقد قدم ابن الصبحا من كفرصغاب نصيحته للجيش بأن يحول مصدر المياه من بشري ويوجهه ضد الحصن. وهكذا تمكنوا من أخذ الحصن في حوقا بقوة الماء ودمروه. ولهذا السبب أذنت الجيوش لابن الصبحا أن يلبس الباش يانس الأبيض الذي يمثل ثيابًا بيضاء مخصصة للمسلمين فقط، وكان الخدم من القية يخدمونه، وكان قويًا معهم. ثم تاب ابن الصبحا عن أفعاله السيئة، وعاد وشيد دير حوقا بالقرب من الحصن ليأوي الرهبان. أما الممر المائي الذي استخدم لتدمير الحصن فقد اصبح يستخدم للأديرة بالتناوب. في أيام الأحد والإثنين والثلاثاء كان يخدم دير قنوبين، وفي أيام الأربعاء كان يخدم دير حوقا بلوزا، وفي بقية أيام الأسبوع كان يخدم مدينة حدشيت وأوقافها. | تاريخ كفرصغاب |

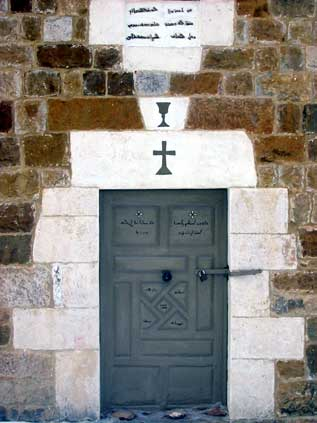
المدخل الرئيسي لكنيسة مار أوتل المبنية على أنقاض معبد وثني

يمكن فهم هذه «الخيانة» في سياق تاريخي. في بداية القرن الثالث عشر، كان هناك ثلاث قوى رئيسية تتواجد في منطقة الشرق الأوسط، وهم البيزنطيون والإفرنج والسلاطين الأيوبيون في القاهرة في مصر. كل واحدة من هذه القوى كان لها حلفاؤها في المنطقة، وقد أدى فشل الحملة الصليبية السابعة وهزيمة المغول إلى ظهور قوة جديدة متمثلة بالمماليك في مصر. بدءًا من العام 1250 ميلادي، ظهر المماليك بشكل نشط في المشهد السياسي في منطقة الشرق الأوسط. وبعد قيامهم بتأمين حكمهم وبسبب حاجتهم إلى الشرعية في أعين العالم الإسلامي، بدأ السلطان بيبرس بمهاجمة الفرنجة والسيطرة على أنطاكية في العام 1268. منذ ذلك التاريخ، أصبحت الانقسامات السابقة بين المسيحيين الأصليين في لبنان حول تأييد ومناهضة الإفرنج أكثر وضوحًا، خاصًا أن الحزب المعادي للإفرنج وجد في المماليك حليفًا قويًا كان يفتقده منذ الحملة الصليبية الأولى في العام 1099. وبعد توغل مملوكي محدود في جبة بشري ضد قرية حدث في العام 1268، عادت الجيوش المملوكية إلى المنطقة في العام 1290 بعد سقوط المدينة الإفرنجية طرابلس عام 1289. كانت هذه الحملات موجهة بشكل مباشر ضد حلفاء الإفرنج في جبة بشري وفقًا لما ذكره الدويهي، وقد عزز نجاحهم موقف الحزب المعادي للإفرنجة والذي انتمى إليه ابن الصبحا.
خلال الفترة المملوكية التالية في لبنان (1290–1517)، عُثِر على القليل من الإشارات الدالة على القرية.
في العام 1470، تم ذكر قرية كفرصغاب بالتزامن مع بناء كنيسة القديس أوتل، والتي تعتبر الكنيسة الوحيدة في لبنان المكرسة لهذا القديس الذي تشترك فيه الكنائس المارونية والأرثوذكسية
واليعقوبية.
وهناك إشارة أخرى ليست مباشرة وتعود لنهاية الصراع بين اليعاقبة والموارنة. فقد قام المقدمين المسلمين من منطقة الضنية باستغلال المشاكل الجارية في جبة بشري (أو طلبوا المساعدة ربما من اليعاقبة) وهاجمو إهدن في العام 1489 على أمل تحقيق نصر سريع. وقد قام سكان إهدن والقرى المجاورة بما فيها كفرصغاب برد الهجوم.

## الفترة العثمانية - 1517-1918
بعد غزو القسطنطينية في عام 1453، دخلت الإمبراطورية العثمانية فترة طويلة من الفتح والتوسع. وبسبب هزيمة المماليك في عام 1517، فقد حققت بذلك السيطرة على الشرق الأوسط، ودخلت جبة بشري 4 قرون طويلة تحت الحكم العثماني.

### القرن السادس عشر الميلادي
يرجع أول تعداد عثماني جرى لكفرصغاب إلى العام 1519، ويذكر عدد الذكور البالغين فيها وممن أعمارهم فوق 15 عامًا بـ 14، وجميعهم مسيحيون ومتزوجون. سمح هذا الرقم للمؤرخين بتقدير إجمالي عدد السكان باستخدام متوسط 6.6 نسمة لكل ذكر بالغ، مما يعني قرابة 92 نسمة. وبلغت قيمة الضريبة 1600 قرش، ودفعها محفوظ لوقف ورثة سعيد الملوك.
جرى التعداد الثاني في عام 1571 وسجل 12 ذكر في كفرصغاب. وبلغت الضريبة 2892 قرش مدفوعة لأوقاف الحرمين الشريفين. وكان هناك مبلغ قدره 1068 قرش مدفوع كجزية.

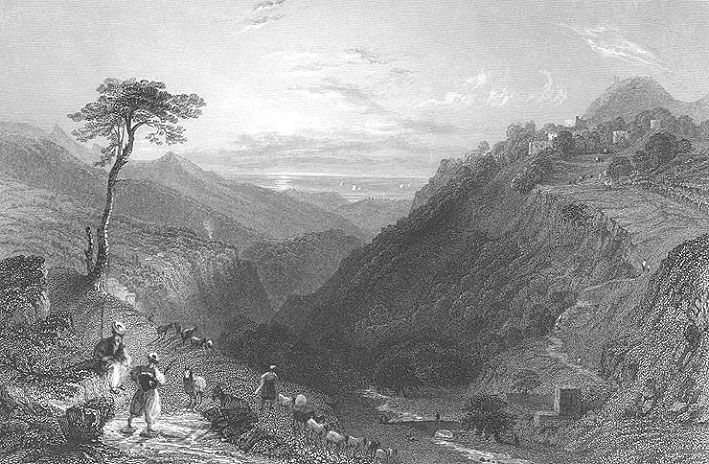
رسم بواسطة وليام هنري بارتليت لكفرصغاب وإهدن في عام 1838

على الرغم من الزيادات الضريبية بسبب التضخم، إلا أن كفرصغاب شهدت انخفاضًا في عدد سكانها بين الأعوام 1519-1571 بنسبة -3 لكل مل/سنة. ويعزى هذا الانخفاض إلى الصعوبات الاقتصادية في القرن السادس عشر في الشرق الأوسط، وإلى الصراع بين الموارنة واليعاقبة. تقع كفرصغاب في منتصف أربع مراكز تاريخية لليعاقبة في المنطقة، وهي: بعقوفة وبان وحدشيت وبشري. ويرجح أن بعض اليعاقبة عاشوا في كفرصغاب واضطروا للفرار من المنطقة بعد أن فقدوا دعم مقدمي بشري حوالي العام 1550. ويظهر كلا التعدادين أن كفرصغاب كان يسكنها مسيحيون، لكن دون تمييز إذا كانوا يعاقبة أم موارنة.
في حوالي العام 1600، اندمج سكان كفرصغاب مع قرية موسى المجاورة، وكان سبب هذا الاندماج الخلافات الدينية. فقد تم اتهام سكان قرية موسى بأنهم يعاقبة منذ نهاية القرن الرابع عشر، وكان الصراع بين الموارنة واليعاقبة قد بدأ في بداية القرن الخامس عشر واستمر إلى حوالي منتصف القرن السادس عشر، وانتهى لصالح الموارنة. وهذا الأمر أدى إلى إضعاف السكان اليعاقبة اقتصاديًا وسكانيًا في قرية موسى. وأدت الثلوج الكثيفة التي تسببت في وقت سابق باختفاء قرية بعقوفة المجاورة حوالي العام 1600 ميلادي المؤدي إلى إنهاء وجود قرية موسى ككيان مستقل مما أجبر سكانها إلى اللجوء إلى كفرصغاب يرجع الموروث الشعبي في كفرصغاب اختفاء قرية موسى إلى نضوب مصدر مياه القرية إلى مستوى أقل، ومن الممكن أن هذا حدث بسبب النشاط الزلزالي المهم الذي شهدته منطقة الشرق منذ منتصف القرن السادس عشر وحتى القرن الثامن عشر.
تتواصل الإشارات التاريخة لقرية موسى حتى نهاية القرن السادس عشر، ولكن القرية تختفي بعد ذلك من السجلات. أشارت معلومات التعداد العثماني الذي جرى في عام 1519 إلى وجود 9 ذكور في القرية وجميعهم مسيحيون، ولكن 7 منهم فقط متزوجون. وفي التعداد الثاني الذي جرى في العام 1571، تم تسجيل 12 ذكرًا. هذه الحيوية السكانية مثيرة للاهتمام، خصوصًا بسبب ضعف التركيبة السكانية في كفرصغاب خلال نفس الفترة.
وهناك أشارة أخرى تتعلق  بالسينودس الماروني الذي حدث عام 1598 في كنيسة القديسة مورا في قرية موسى. وقد كان كاهن العام 1598 إبراهيم قرية موسى معاونًا هامًا للبطريرك يوسف الريزي آنذاك (1596–1608). ويذكر العينطوريني سينودس آخر في الكنيسة عام 1644.

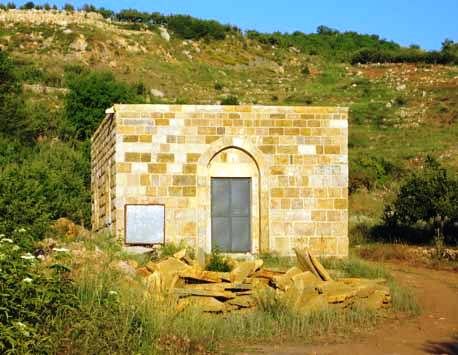
كنيسة القديس أغسطين في كفرصغاب والتي تمر بعملية تجديد

وتوجد وجهة نظر أخرى حول الاندماج وموقع السينودس من قبل الأب يواكيم مبارك في ترجمته لشرائع السينودس إلى الفرنسية:
| تاريخ كفرصغاب | وضعنا في هذه الترجمة عناية خاصة لأن قرية موسى تقع على بعد مئات الأمتار من القرية التي ولدنا فيها. ومع ذلك، لا يسعنا أن لا نشك في الموقع الدقيق لهذا السينودس. فكنيسة مارت مورا التي هي الموقع المفترض لهذا السينودس معروفة جيدًا ولا يزال يتم الاحتفال بيوم قديسيها كل عام بمشاركة المؤمنين من قريتنا كفرصغاب في تاريخ 24 أيلول. لكن أسرتي اكتسبت في زمن والدي قطعة أرض أعلى من كنيسة مارت مورا، ويطلق عليها اسم مرج الدير وتنتمي إلى عائلة موسى. وبسبب تحويلها إلى بستان، فقد أدى ذلك إلى زوال كنيسة صغيرة مكرسة للقديس أوغسطين. هل سيكون ذلك مكانًا للاحتفال بالسينودس؟ أنا أفضل أن أصدق ذلك، لأن المكان المذكور هو على حدود قرية بعقوفة الشهيرة والمدمرة أيضًا، والتي نشأت منها عائلة رزي التي منها أساقفة قادوا كنيستنا في تلك الأوقات كثلاثة بطاركة متتاليين. | تاريخ كفرصغاب |

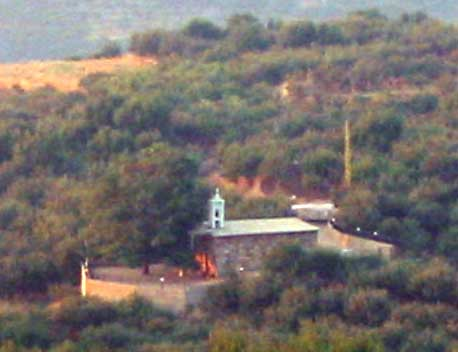
كنيسة مارت مورا في كفرصغاب

اعتبارًا من العام 2013، أصبحت كنيسة القديسة مورا تنتمي إلى كفرصغاب. وقد تم ترميمها في التسعينات وتستخدم مرة واحدة في السنة في يوم مارت مورا (24 أيلول). في ذلك اليوم، يشارك جميع القرويين في كفرصغاب في الاحتفال بالقداس، خاصةً من أجل الصلاة لراحة أرواح أجداد كفرصغاب المدفونين في المقبرة الواقعة بجوار الكنيسة.
وقرية كفرصغاب الحديثة ناجمة عن اندماج بين كفرصغاب وقرية موسى في حوالي العام 1600.

### القرن السابع عشر الميلادي
في نهاية القرن السادس عشر، كان لظهور أول إمارة لبنانية تتمتع بالحكم الذاتي في جنوب جبل لبنان أثر هام في جبة بشري. ومن الناحية السياسية، انتهى في العام  دور المقدمين في بشري باعتبارهم الأمراء التقليديين للمنطقة كممثلين رسميين للحاكم العثماني في طرابلس. ومن الناحية الاقتصادية، جذب جنوب جبل لبنان المستقر في ظل حكم الأمير فخر الدين العديد من الأسر التي شجعها الأمير على تأسيس نفسها هناك. وقد حدثت هجرة مهمة من جبة بشري إلى الجنوب وإلى حلب في سوريا.

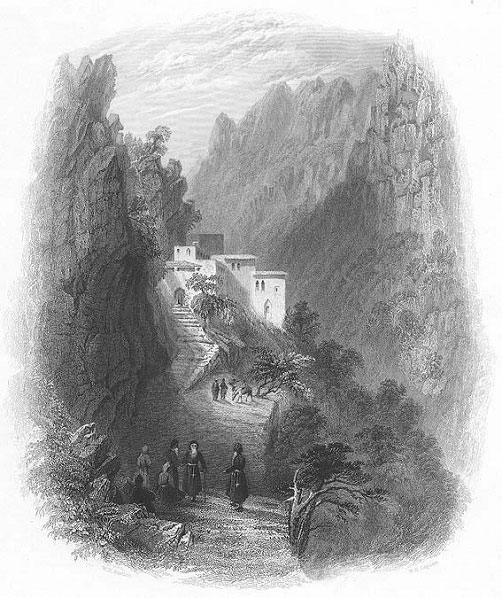
دير قزحيا مع كفرصغاب في الخلفية، بواسطة بارتليت في عام 1838

خلفت النهاية الدامية للإمارة المتمتعة بالحكم الذاتي في عام 1635 جبة بشري في حالة من الحيرة السياسية. فقد قام العثمانيون بتعيين اثنين من شيوخ القرية المحلية كحاكمين مشتركين في جبة بشري، وهما الشيخ أبي كرم يعقوب من حدث (1635-1640) والشيخ أبي جبريل يوسف كرم من إهدن (1635-1641). كانت الفترة التي اختفى بها الشيخان مليئة بالابتزازات والعنف. ونظرًا لحالة عدم الاستقرار، فقد أصر أهالي جبة بشري في عام 1654 أن يقوم محافظ طرابلس بتعيين حاكم لمنطقتهم يكون الشيخ أحمد حمادة الذي كان أحد أفراد عائلة حمادة الشيعية القوية وحكام منطقة جبيل ومنطقة البترون. لم تنجح أسرة حمادة في إرساء الاستقرار قبل نهاية القرن بسبب تعرضهم للتحدي المستمر من قبل الشيوخ المحليين وأفراد عشيرتهم.
هناك حدث مهم في هذا القرن حصل في كفرصغاب في العام 1695، وهو تأسيس الرهبانية اللبنانية المارونية من قبل ثلاثة من الموارنة الشباب في حلب في سوريا. شجع البطريرك إستيفان الدويهي المؤسسين وسمح بتمركزهم في دير مارت مورا في إهدن. وبسبب التوسع السريع، فقد تمركزوا في مار ليشا في بشري (1696) وفي دير مار أنطونيوس قزحيا(1708). وفي القرنين المقبلين، مثلت الرهبانية نقطة جذب رئيسية لشباب كفرصغاب الذين انضموا إليها على نطاق واسع.
من الأعضاء الأوائل للرهبانية الجديدة عبد الله حبقوق من كفرصغاب، الذي التحق بها في وقت مبكر وأصبح مديرًا لها في العام 1698. تأسست عائلة الأب عبد الله حبقوق في المنطقة خلال النصف الثاني من القرن السابع عشر واكتسبت دير مار أنطونيوس قزحيا من عائلة جلوان الذين امتلكوا الدير منذ العام 1567. وقامت عائلة حبقوق وبالتحديد الأسقف يوحنا حبقوق بتسليم الدير في قزحيا إلى الرهبانية اللبنانية المارونية في عام 1708.

### القرن الثامن عشر الميلادي
في بداية القرن الثامن عشر، كانت قرية جبة بشري في حالة سيئة للغاية بعد النزاعات التي حدثت في السبعين سنة مضت. فقد تم تهجير العديد من القرى والتخلي عن الأراضي. بعد العام 1677، شجعت أسرة حمادة الناس من إقطاعياتهم في قضاء جبيل والبترون على الهجرة إلى جبة بشري لملء المنطقة كما طلب منهم محافظ طرابلس. ولكن فقط في عام 1704، نجحت أسرة حمادة في تأمين حكمهم في جبة بشري وفي إظهار بعض نتائج جهودهم في إعادة التوطين، خصوصًا أن الوضع في جنوب جبل لبنان كان يعاني بسبب الصراعات القيسي/اليمني وبسبب انهيار عائلة مانس في العام 1697. أما بالنسبة إلى كفرصغاب، فمن المفترض أن تكون العائلات الأربع الرئيسية التي تتكون منها قد جاءت إلى المنطقة بين الأعوام 1677-1704.

## تأسيس كفرصغاب الحديثة (1704–1761)

### أسرة أبو منصور
بين عامي 1677 - 1704 وصلت عائلة أبو منصور البحري إلى جبة بشري من ساحل منطقة البترون، وأسسوا أنفسهم في كفرصغاب واندمجوا ببطء مع عدد قليل من السكان الأصليين الباقين، ربما من عائلة صليبا كما سجل التقليد الشعبي.
ساعد الوافدون الجدد أسرة حمادة في إدارة المنطقة كما هو موضح في سجلات محكمة طرابلس.
هذه السجلات تظهر أن:
- في عام 1737، قام شيخ كفرصغاب منصور بن حنا بتكليف من الشيخ حسين بن موسى حمادة بتسوية ضرائب كفرصغاب.
- في عام 1748، فعل شيخ كفرصغاب حنا أبو منصور الشيء نفسه للشيخ أسعد بن موسى حمادة.
- في عام 1752، أظهرت سجلات المحكمة أن الشيخ حنا بن منصور من كفرصغاب كان كفيل أسعد حمادة.

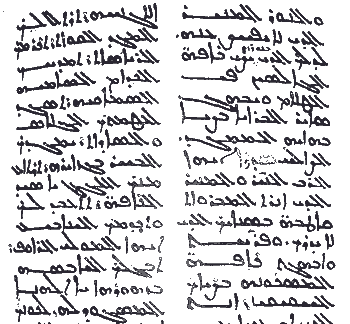
نسخة من ريش قوريان بمساعدة الشيخ حنا ابن الأب يوسف البحري، كاليفورنيا. 1754

توجد إشارة أخرى إلى الشيخ حنا عثر على نسخة من كتاب ديني يوضح أن الشماس حنا ابن الأب يوسف البحري أنهى نسخ ريش قوريان مع الأب إبراهيم جلوان السمراني في 3 تموز عام 1754. وقد كان معظم شيوخ ذلك الوقت شمامسة معينين مسموح لهم بالحصول على سلطة دينية وسياسية.

### أسرة أبو يوسف
أتت عائلة أبو يوسف إلياس إلى منطقة جبة بشري في بداية القرن السابع عشر من سمار جبيل قرية عائلة جلوان المالكين السابقين لدير مار أنطونيوس قزحيا. وتذكر نسخة أخرى موثقة أن العائلة قد تكون أتت في الأصل من بنتاعل في منطقة جبيل، وقد تم تشجيع هذه العائلة على الاستقرار في المنطقة من قبل شيوخ جلوان وربما شيوخ حمادة. استقرت الأسرة في البداية في تورزا وعربة قزحيا حيث عملوا مزارعين مساهمين في دير قزحيا. وبعد تسليم قزحيا للرهبانية اللبنانية المارونية في عام 1708، انتقلت الأسرة إلى كفرصغاب بين الأعوام 1710 و 1720.

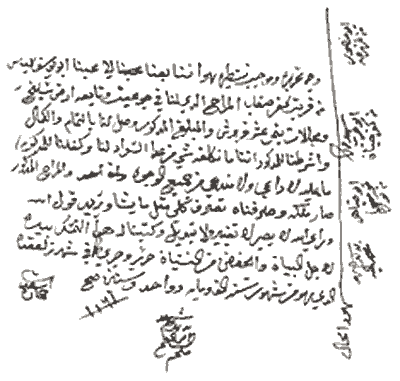
سند ملكية مرح كفرصغاب يعود للعام 1748

وفقًا للتقليد الشعبي لقرية كفرصغاب، فقد تزوج أبو يوسف إلياس من ابنة عائلة أبو منصور البحري:
| تاريخ كفرصغاب | كان أول السكان المسجلين يدعى ديب البحري. قدم ديب من ساحل البترون وأستقر في المنطقة، وتزوج من مورينا الصليبا وأنجب ثلاث أبناء هم من أسسوا العائلات الثلاث: أبو منصور وخوري يوسف وأبو إبراهام. كانت عائلة أبو يوسف سليلة إلياس الذي جاء إلى كفرصغاب من الساحل وتزوج حفيدة ديب البحري. | تاريخ كفرصغاب |

في العام 1748، اشترى أبو يوسف إلياس من كفرصغاب من الشيخ أسعد حمادة الأرض التي أصبحت لاحقًا قرية  مرح كفرصغاب. وفي سند الملكية بين الرجلين، يشير أسعد حمادة إلى أبو يوسف إلياس بحبيبنا وليس بلقب الشيخ. وهذه الإشارة ذات المدلول الشخصي يمكن أن تعني أنّ أبو يوسف إلياس كان قريبًا من أسعد حمادة.
في العام 1755، كان كفيل أسعد حمادة في محكمة طرابلس هو الشيخ إلياس أبو يوسف ابن بحري أو البحري. وعلى الرغم من إضافة اسم البحري إلى اسم الشيخ الأخير، فإن هذا الشيخ هو أبو يوسف إلياس متزوج من ابنة عائلة البحري. بين الأعوام 1748 و 1755، أصبح أبو يوسف إلياس يتمتع بالقوة الكافية ليطالب بمشيخة كفرصغاب ويأخذها من أقارب زوجته أبو منصور البحري.
وقد لعب الشيخ وذريته دوراً مهماً في تاريخ كفرصغاب وجبة بشري.

### أسرة حبقوق
وصلت هذه الأسرة إلى كفرصغاب في بداية القرن الثامن عشر. ومثل عائلة أبو يوسف إلياس، فقد اشترت أسرة حبقوق دير قزحيا من عائلة جلوان في المنتصف الثاني من القرن السابع عشر. جاءت الأسرة من بشيلة من منطقة البترون، وقبلها من بكفيا من قضاء المتن وجعيتا في قضاء كسروان. استقر كهنة الأسرة في دير قزحيا وعائلاتهم في عربة قزحيا وبان. وقد منحت هذه الأسرة قزحيا للرهبانية اللبنانية المارونية عام 1708 ميلادي. ومن المحتمل أن بعد هذا الحدث انتقل جزء من عربة قزحيا إلى كفرصغاب، في حين بقي الجزء الآخر في بان.
نشأ من هذه العائلة العديد من الأبناء البارزين للكنيسة المارونية مثل عبد الله حبقوق (1670–1758). انضم عبد الله حبقوق من كفرصغاب إلى الرهبانية اللبنانية المارونية في وقت مبكر، وكان مدبرًا لها بين الأعوام 1698-1732 وثم مرة أخرى بين الأعوام 1738-1742. وبين الأعوام 1729-1735 ثم بين الأعوام 1742-1743، أصبح مسؤولاً عن دير سيدة طاميش، وهو دير مهم أصبح في العام 1744 مقر للبلديين (بعد انقسام الرهبانية اللبنانية المارونية إلى البلديين والحلبيين).
تم تعيين الأب عبد الله أسقفًا في تاريخ 20 أيار عام 1742 من قبل الأسقف  طوبيا الخازن (بطريرك المستقبل 1756-1766). وهذا التعيين تم في سياق الصراع على خلافة البطريرك يوسف ضرغام الخازن بين طوبيا الخازن وإلياس محسيب. تم تسوية هذا النزاع في نهاية المطاف من قبل الفاتيكان عن طريق انتخاب سمعان عواد وتعيين الأسقف عبد الله حبقوق.  تم ذكر الأسقف عبد الله باعتباره أحد الموقعين على وثيقة قانونية في عام 1744 ميلادي بجانب اسم البطريرك سمعان عواد.
ويبدو أن الأسقف عبد الله وقف مع فصيل الحلبيين من الرهبنة، حيث لم يُعثَر على أي سجلات عن وفاته في أرشيف فصيل البلديين.
توفي الأسقف عبد الله في 7 آب عام 1758 في كفرصغاب،  ودُفن في كنيسة القديس أوتل.

### أسرة الخورية
كانت هذه الأسرة متحالفة من عائلة أبو منصور، ومن الممكن أن أصولها تعود عاقورة في جبال جبيل. ومن الصعب تقدير تاريخ وصولها إلى كفرصغاب. ولكن بسبب ذكر الشيخ حنا بن رزق (من عائلة خورية) في سجلات محكمة طرابلس لعام 1761، فمن المقدر أن هذه الأسرة استقرت في كفرصغاب على الأرجح في النصف الأول من القرن الثامن عشر.

## صعود الشيوخ البرجوازيين (1761-1772)
حصل حدث كبير في القرن الثامن عشر لجبة بشري في العام 1761 عندما قام أبو يوسف إلياس من كفرصغاب إلى جانب حنا الظاهر من بشري وجرجس بولس الدويهي من إهدن وأبو سليمان عواد من حصرون بأخذ جميع الضرائب المباشرة لجبة بشري من حاكم طرابلس عثمان باشا الجورجي. وقد ساعدهم بذلك بعض الشيوخ التقليديين الذين كفلوا دفع الضرائب في محكمة طرابلس. كانت تلك أول هزيمة جادة لأسرة حمادة في ذلك القرن وصعود جيل جديد من الشيوخ الموارنة المحليين الذين يطلق عليهم لقب الشيوخ البرجوازيين.
ولكن أسرة حمادة شنت هجومًا مضادًا كان بمساعدة السكان المحليين في بشري وحصرون. وفي كفاحهم ضد أسرة حمادة الذي استمر من العام 1760 وحتى 1772، حصل الشيوخ البرجوازيون لجبة بشري على دعم حكام طرابلس الممثلين بعثمان باشا وابنه محمد باشا من الشيوخ السنة للضنية وشيوخ الزاوية. وفي العام 1763، قام الأمير يوسف الشهابي (حكم فيما بعد جبل لبنان من 1770 إلى 1789) بالاستقرار في منطقة الجبل ووضع نفسه في صراع من أسرة حمادة، واستفاد من صراعات الشيوخ البرجوازيين وأخذ ضرائب جبة بشري. وتعاقد بحلف مع الشيوخ البرجوازيين وأكد امتيازاتهم في تحصيل الضرائب من مناطقهم، بالإضافة لحقهم في المطالبة بالممتلكات المهجورة لأسرة حمادة. استمر القتال مع أسرة حمادة لمدة 12 عامًا، وأدى إلى إخلائهم من المنطقة بأكملها وإلى هزيمتهم النهائية في عام 1772. وتمتع الأمير يوسف الشهابي وخلفائه من الشهابيين بالحكم المباشر لجبة بشري لمدة قرن تقريبًا من عام 1763وحتى عام 1844 بمساعدة من الجيل الجديد للشيوخ البرجوازيين في جبة بشري، وهم: الدويهي وإستيفان وعواد وظاهر، وكذلك خطار وعيسى الخوري.
في العام 1761، كان الكفيل لأبو يوسف إلياس هو الشيخ حنا ابن رزق من كفرصغاب. ظهرت هذه العائة كشيوخ لكفرصغاب لأول مرة. وعلى ما يبدو، فقد كان أبو يوسف إلياس يمثل على طريق الزواج عائلة أبو منصور كما يشهد اسم البحري المضاف إلى اسمه في سجلات المحكمة. وباتخاذه لكفيل من عائلة رزق، فقد ضمن بذلك ولاء ودعم العائلات الأخرى في كفرصغاب.

## تطور كفرصغاب (1772–1799)

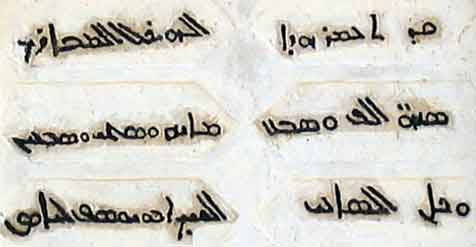
نقش على المدخل الرئيسي لكنيسة مار أوتل في تخليد لذكرى توسع عام 1776.

شهد الجزء الأخير من ذلك القرن تطورًا اقتصاديًا في كفرصغاب، وقد لعب الشيخ أبو يوسف إلياس دورًا هامًا حتى وفاته في تاريخ 12 كانون الأول من العام 1785. كان لنشأة قرية مرح كفرصغاب في العام 1748 وتوسعها على أرض بكليك التي تعود لأسرة حمادة دور هام في تطور الدور الصناعي لدودة القز، خاصة في فصل الشتاء لأن الطلب الأوروبي على الحرير اللبناني كان مهمًا في ذلك القرن. كما كان توسع كنيسة مار أوتل في العام 1776 ضروريًا لاستيعاب عدد السكان المتزايد.
في العام 1755، كان شيوخ كفرصغاب من عائلة أبو يوسف إلياس، وتحديداً من فرع عائلة إستيفان. عملت هذه الأسرة على إدارة قرى كفرصغاب وتولا وكرم سدة وراسكيفا. وقد تشاركوا في إدارة آخر قريتين مع عائلة أخرى من الشيوخ البرجوازيين، وهم أسرة عواد من حصرون. في الواقع، حكمت عائلة إستيفان نفس النطاق مثل الشيخ أسعد حمادة  الذي حكم كفرصغاب في الفترة السابقة.
شهد ذلك القرن بداية حركة مهمة لكفرصغاب بلغت ذروتها في القرن التالي، وهي عن الوعود الرهبانية الكبيرة بين أهالي كفرصغاب. خلال القرن الثامن عشر، التحق أكثر من 12 شابًا بصفوف الرهبانية اللبنانية المارونية. وقد انقسمت الرهبانية إلى قسمين في العام 1768 بسبب الضعف في التركيبة السكانية لكفرصغاب في النصف الأول من ذلك القرن ونفوذ قرية مرح كفرصغاب الشتوية بسبب تطورها الذي بدأ في العام 1748 والصراع داخل الرهبانية الذي بدأ في عام 1748 بين رهبان حلب والرهبان اللبنانيين، وربما يكون هذا ما أدى إلى وجود عدد متواضع من الرهبان من كفرصغاب، الأمر الذي أثر عليها كثيرًا.

## القرن التاسع عشر الميلادي
كان القرن التاسع عشر قرنًا شديد التباين بالنسبة للبنان. لقد شهد تطورًا من كونه مجتمع فلاح تقليدي يحكمه الشيوخ إلى مجتمع ديناميكي أكثر حداثة ومنفتح على العالم الخارجي.

## القوانين الرهبانية (1840–1870)
كان أول تطور رئيسي في كفرسغاب هو الانجذاب الهائل للأوامر الرهبانية، خصوصًا الرهبانية اللبنانية المارونية المتأصلة بقوة في دير قزحيا المجاور. شهد النصف الأول من القرن التاسع عشر تضاعفًا في المهن في كفرصغاب. وبين عامي 1800-1850، تلقت الرهبانية 8-10 رهبان من كفرصغاب. وبين عامي 1850-1875، تغيرت الأمور كثيرًا، فقد تم تعيين أكثر من 23 راهبًا من كفرسغاب وتلو وعودهم.

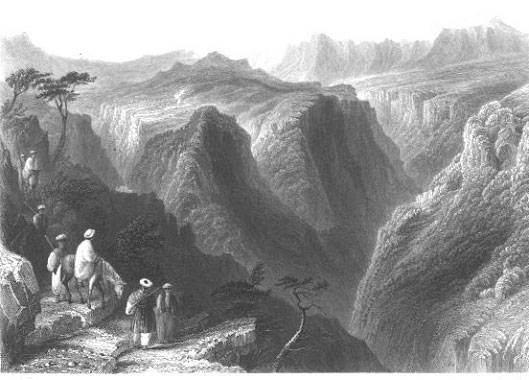
كفرسغاب من جهة وادي قاديشا، رسم بواسطة بارتليت في عام 1838.

وهذا الأمر يفسره زيادة عدد المواليد في كفرصغاب في ثلاثينيات القرن التاسع عشر بسبب تحسن الظروف الاقتصادية بفضل تطور صناعة الحرير. وفي العام 1829، كان هنالك 125 منزلاً في كفرصغاب، وكان متوسط حجم المنزل يتسع لـ 10، مما يعني أن عدد سكان كفرصغاب كان 1250 نسمة. أشار تعداد جرى في العام 1849 إلى وجود 374 ذكرًا، أي ما مجموعه حوالي 1870 شخص (عدد الذكور مضروب بخمسة).
بدأ المواليد بين الأعوام 1830–وأربعينات القرن التاسع عشر بالانضمام كثيرًا إلى الرهبانية، وهذا هو السبب الرئيسي الذي أدى إلى انخفاض إيرادات صناعة الحرير في منطقة جبة بشري والتي بدأت في العام 1845. بين الأعوام 1844-1845، كانت إيرادات الحرير تغطي 72 ٪ من الاحتياجات الاقتصادية، وقد انخفضت إلى 25 ٪ في 1851-1852، ثم إلى 15٪ في 1857. وإلى جانب زيادة مركزية الإدارة في ظل نظام القائم مقامتين (1842–1860)، فقد ساهم ذلك في إضعاف القوى السياسية والاقتصادية للشيوخ في المنطقة عمومًا، ولم يترك أي منظور اقتصادي للشباب. كما أن افتتاح مدرسة في قرية بان المجاورة عام 1806 من قبل الرهبانية اللبنانية المارونية لأجل التعليم الأساسي لأطفال كفرصغاب وبان كان بمثابة قناة لاكتشاف واستقطاب المواهب والعمل لدى الرهبانية، وقد أدى ذلك إلى انخفاض في عدد سكان كفرصغاب. ووفقًا لدراسة حديثة، فإن عدد الذكور الذين عاشوا في كفرصغاب في عام 1862 كان 344،  مما يجعل عدد سكانها 1720 نسمة.

## الهجرة (1870–1899)
في سبعينات القرن التاسع عشر، بدأت المهن بين سكان كفرصغاب بالتناقص. وقد سجلت 3 مهن فقط لكفرصغاب بين الأعوام 1875-1900. وقد توقفت المهن من كفرصغاب في تاريخ 12 كانون الأول عام 1898 عند انضمام الأب إفرايم صليبا عبود الثاني الذي توفي في تاريخ 9 نيسان عام 1947. جذبت الرهبانية اللبنانية المارونية 43 شابًا من كفرصغاب مما جعل هذه القرية تحتل المركز 15 بين المساهمين في الرهبانية من بين 382 قرية عدت الرهبان من أبناءها. وحتى العام 1900، عدت كفرصغاب 13 راهبًا من ابناءها، وقد مثلوا 4% من السكان البالغين مقابل 0.8% لمعدل منطقة جبة بشري.

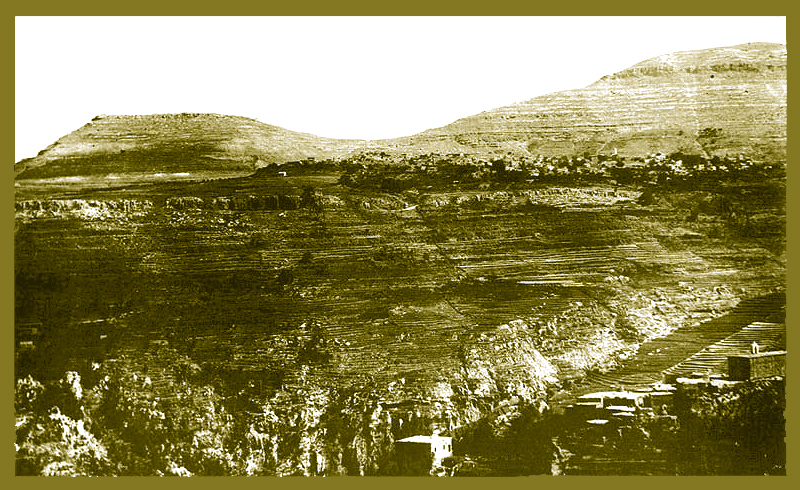
إهدن وكفرصغاب كما تبدوان من بان في العام 1896

وبالنظر إلى أسماء وأديرة الرهبان من كفرصغاب، فقد تم تعيين 75% منهم في الأديرة الواقعة في شمال لبنان، ومعظمها في قزحيا. كان الهدف من الإصلاح الذي حصل بعد ثورة قزحيا في عام 1875 هو تعيين الرهبان في مناطق مختلفة عن مناطقهم الأصلية. وقد شارك 4 من رهبان كفرصغاب في ثورة العام 1875، وكان أحدهم الأخ بطرس الذي كان من ضمن قادة الثورة. ونتيجة لذلك، تم هزيمة سلطة قزحيا وتوزيع أراضيها بين الأديرة المختلفة وتوزيع الرهبان (حوالي 200) على مختلف الأديرة. ومن الممكن وفقًا لبعض المؤرخين أن هذا الإصلاح قد خلف أثرًا سلبيًا على المهن في جبة بشري.
غير الوضع الخاص لجبل لبنان في عهد المتصرفية (1861–1914) إدارة كفرصغاب التي كانت مرتبطة بمنطقة البترون البعيدة. وقد أدى انهيار أسعار الحرير بدأ في سبعينات القرن التاسع عشر إلى تدهور الوضع الاقتصادي، وتم إضعاف الشيوخ في كفرصغاب سياسياً واقتصادياً. أخيرًا، حلت الهجرة إلى الولايات المتحدة الأمريكية وأستراليا مكان الاهتمام بالعمل الرهباني.
بدأت الهجرة من كفرصغاب إلى الولايات المتحدة الأمريكية في العام 1885،  وتلتها الهجرة إلى أستراليا في عام 1887. وقد أدى ذلك إلى انخفاض كبير في عدد سكان كفرصغاب. وفي العام 1889، قدر عدد سكان القرية بـ 1100 نسمة. وفي العام 1900، كان يبلغ عدد الذكور البالغين 330، أي 950 نسمة من عدد السكان و150 مهاجرًا. وقد خسرت كفرصغاب 20% من سكانها بسبب الهجرة في أقل من 15 سنة، وقد استمر هذا الأمر في القرن العشرين.

## روابط خارجية
- Ehden Family Tree